# Tuzkuyusu
Tuzkuyusu (türkisch für Salz-Brunnen/Schacht) ist ein Ortsteil (Mahalle) im Landkreis Karataş der türkischen Provinz Adana mit 244 Einwohnern (Stand: Ende 2024). Im Jahr 2011 hatte der Ort 202 Einwohner.